# Lumiwings

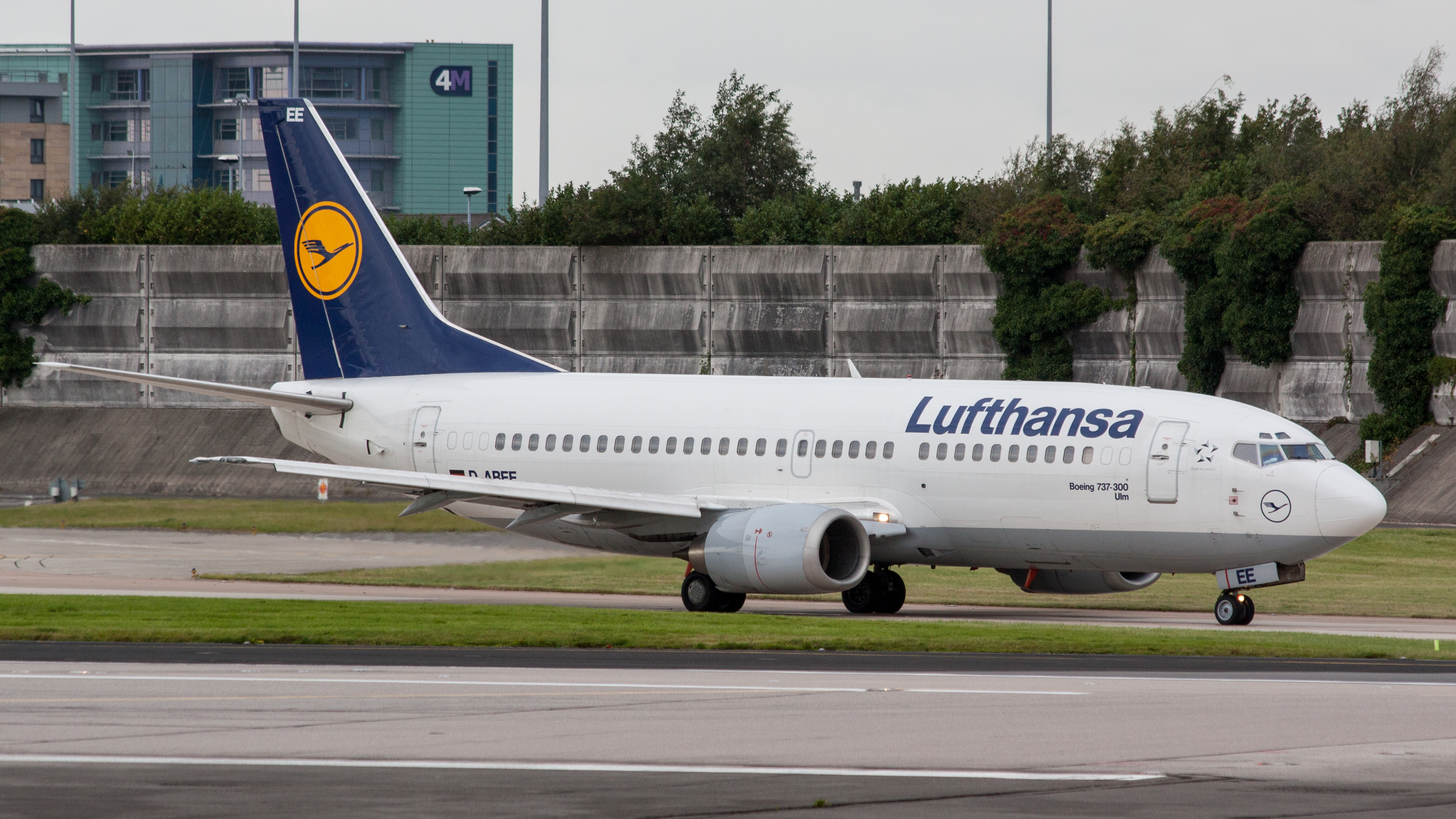
Die Boeing 737-300 der Lumiwings noch mit der Bemalung des vormaligen Besitzers Lufthansa und dem Kennzeichen D-ABEE

Lumiwings ist eine griechische Charterfluggesellschaft mit Sitz in Markopoulo Mesogeas und Basis auf dem Flughafen Athen-Eleftherios Venizelos.

## Geschichte
Zwei ehemalige Piloten der griechischen Charterfluggesellschaft Astra Airlines gründeten 2017 Lumiwings, der Flugbetrieb konnte 2018 im Auftrag der Astra Airlines mit einer Boeing 737-300 und einem Leasingvertrag für ein Jahr aufgenommen werden.

## Flugziele
Seit 2022 wird der Flughafen Foggia angeflogen. Von Wien wird Tunis bedient.

## Flotte
Mit Stand April 2025 besteht die Flotte der Lumiwings aus zwei Flugzeugen mit einem Durchschnittsalter von 18,2 Jahren.
| Flugzeugtyp     | Anzahl | bestellt | Anmerkung                          | Sitzplätze | Durchschnittsalter |
| --------------- | ------ | -------- | ---------------------------------- | ---------- | ------------------ |
| Boeing 737-700  | 1      |          | inaktiv; mit Winglets ausgestattet | 149        | 21,9 Jahre         |
| Embraer ERJ-195 | 1      |          |                                    | 118        | 14,5 Jahre         |
| Gesamt          | 2      | -        |                                    |            | 18,2 Jahre         |

## Ehemalige Flugzeugtypen
- Boeing 737-300